# Aéroport de Valenciennes - Denain
L’aéroport du valenciennois baptisé aéroport Charles-Nungesser code OACI : LFAV, est un aéroport ouvert à la circulation aérienne publique (CAP), situé sur les communes de Prouvy, Rouvignies et Trith-Saint-Léger, à 4 km au sud-ouest de Valenciennes dans le Nord (région Hauts-de-France, France).
Il est utilisé pour le transport aérien (national et international), la formation de pilote de ligne ainsi que pour la pratique d’activités de loisirs et de tourisme (aviation légère, vol à voile, hélicoptère et aéromodélisme).

## Histoire
Le 7 décembre 2013, l'aérodrome de Prouvy devient l'aéroport Charles-Nungesser.
L'aérodrome de Prouvy servait de base secrète à la Luftwaffe.
En 1971, à l'initiative de la Chambre de commerce de Valenciennes et d'industriels du secteur, la compagnie aérienne Air Hainaut était créée. Elle était basée sur l'aéroport et assurait du transport à la demande, des travaux aériens et possédait une école de pilotage.
L'aéroport est également connu sous le nom de « aéroport du Valenciennois ».

## Situation
| Abbeville Albert - Bray Amiens - Glisy Arras - Roclincourt Beauvais - Tillé Berck-sur-Mer Calais - Dunkerque Cambrai - Niergnies Château-Thierry - Belleau Compiègne - Margny Dunkerque - · Les Moëres Laon - Chambry Lens - Bénifontaine Lille - Lesquin Lille - Marcq-en-Barœul Maubeuge - Élesmes Merville - Calonne Montdidier Péronne - Saint-Quentin Le Plessis-Belleville Saint-Inglevert - · Les deux Caps Saint-Omer - Wizernes Saint-Quentin - Roupy Soissons - Courmelles Le Touquet- · Elizabeth II Valenciennes - Denain |

## Installations

### Piste(s)
L’aérodrome dispose de trois pistes orientées est-ouest :
- une piste bitumée (11/29) longue de 1 710 mètres et large de 45. Elle est dotée :
  - d’un balisage diurne et nocturne,
  - d’un indicateur de plan d’approche (PAPI) pour chaque sens d’atterrissage,
  - d'une approche GNSS dans les deux sens d'atterrissage
- une piste en herbe (11/29) longue de 650 mètres et large de 45 ;
- une piste en herbe (06/24) longue de 620 mètres et large de 45.

### Prestations
L’espace aérien n’est pas contrôlé mais l'aéroport dispose d’un service d’information de vol (AFIS). Les communications s’effectuent sur la fréquence 122,605 MHz. Il est agréé pour le vol à vue (VFR, PCL) de nuit et le vol aux instruments (IFR). Il est activable de nuit et jours fériés à la demande pour le transport commercial.
S’y ajoutent :
- une aire de stationnement principal d'aéronefs de 4 500 m2 et une aire de stationnement secondaire de 4 000 m2 desservant l'aéroclub et une école de pilotage ;
- une aérogare passagers de 855 m2 sur deux niveaux (capacité de traitement de 5 000 passagers commerciaux par an) ;
- des hangars ;
- une station d’avitaillement en carburant (100LL et Jet A1) ;

## Activités

Autre logotype de l'aéroport de Valenciennes.

la plate forme dispose d'une école de pilote de ligne (LGP Aviation), d'école de pilote d'ULM (NordAero) et hélicoptère (Héli-nord)
ainsi que d'un aero club 

### Transports
Il n'y a aucune ligne régulière au départ de la plateforme.
De nombreux vols de fret ou les équipes de football professionnelles (Ligue 2 pour 2020/2021) atterrissent à Valenciennes.
En 2022, la fréquentation de l'aéroport se situe à 19 000 rotations (une rotation correspond à un décollage ou à un atterrissage) et 2 400 passagers transportés.